# Sound Normalizer
Sound Normalizer (также известна, как Звуковой нормализатор) — компьютерная программа для операционных систем Microsoft Windows. Разработка одесской компании Kanz Software. Предназначена для нормализации звука в аудиофайлах, а также преобразования форматов файлов. Распространяется по лицензии shareware.

## Возможности программы
- Нормализация громкости звука в форматах MP3, WAV, FLAC, OGG, AAC по среднему (RMS) и пиковому уровню.
- Поддержка конвертации звука во все вышеперечисленные форматы.
- Возможность пакетного анализа и обработки файлов.
- Нормализация происходит по алгоритму Lossless Gain Adjustment без перекодировки файла, а значит без потери качества. Можно нормализовывать один и тот же файл множество раз без риска его испортить.
- MP3-нормализатор напрямую изменяет уровень громкости проверяемого файла без использования APEv2 тегов.
- Возможность нормализации отдельных каналов звука.
- Нормализация группы файлов с учётом появления клиппинга в самом тихом из них (максимальный уровень без срезов).
- Отображение уровня громкости как в процентах относительно значения в 89 децибел, так и в самих децибелах.
- Сохранение ID3 тегов, в том числе и обложек альбомов.
- Встроенный проигрыватель, благодаря которому можно предварительно прослушать файл перед обработкой.
- Отображение ожидаемых размеров будущих файлов перед их конвертированием.
- Ведение базы данных о проверенных звуковых файлах. Максимальный объём базы 12 мегабайт.
- Сохранение изменений в настройках.
- Встроенный редактор тегов ID3 (обложки не поддерживает).
- 5 встроенных тем оформления.
- Многоязычный интерфейс, поддержка 10 языков.

## Лицензия
Программа является условно-бесплатной. Стоимость лицензии варьируется от 5 до 28 долларов в зависимости от страны покупателя, версии программы и способа оплаты. Далее пользователю присылается регистрационный ключ, имеющий неограниченный срок действия. Незарегистрированная версия работает в течение 30 дней и не обрабатывает за раз более 50 файлов.

## Недостатки
- Если в настройках выставить слишком большую «норму» громкости, то велика вероятность появления искажений в звуке (клиппинга). Чтобы полностью исключить срезы, необходимо нормализовывать по значению, предлагаемому разработчиками (89 дБ), однако для некоторых современных слушателей оно может показаться слишком тихим.
- В программе не учитывается динамический диапазон звука, из-за чего некоторые песни могут звучать не одинаково громко даже, если программа показывает одинаковые значения громкости.
- Программа может подстраивать громкость только с шагом в 1,5 дБ из-за технических ограничений формата MP3, но сама эта погрешность никак не влияет на качество нормализации.
- При нормализации по максимальному уровню без срезов программа оставляет громкость звука ниже абсолютного предела на 1,5 дБ.
- Анализ проходит достаточно медленно.
- После непосредственной нормализации программа не отображает новый уровень громкости файлов. Для этого требуется новый анализ.
- В отличие от своего прямого аналога MP3Gain программа распространяется по лицензии shareware.
- Отсутствие кроссплатформенности.